# 王貴 (清朝)
玉贵（1858年—？），正藍旗滿洲人，清朝政治人物。
玉贵曾于光绪二十八年接替陈景犀任兴化府知府一职，光绪二十八年由金学献接任。